# Hypotonie musculaire
L'hypotonie musculaire est une diminution pathologique ou non du tonus musculaire. Elle associe une diminution de la résistance à la mobilisation passive et une extension du ballant. Elle est observée dans plusieurs circonstances pathologiques : lésions pyramidales, lésions interrompant l'arc réflexe, atteintes cérébelleuses, etc.
L'hypotonie des muscles du voile du palais, appelée flaccidité du palais peut causer l'apnée du sommeil.
Elle est aussi observée au niveau physiologique, pendant le sommeil paradoxal.